# District de Lộc Hà
Lộc Hà est un district de la province de Hà Tĩnh dans la côte centrale du Nord au Viêt Nam. 

## Présentation
Le district a une superficie de 118,31 km2. 